# Waldyr Pugliesi
Waldyr Ortêncio  Pugliesi (Monte Alto, 27 de janeiro de 1936) é um político brasileiro, filiado ao MDB.

## Biografia
Filho de Carlos Pugliesi e Corina de Biagi Pugliesi, formou-se em Odontologia pela Universidade de Uberaba.
Em 1963, foi eleito vereador em Arapongas, sendo reeleito em 1968. Em 1973, elegeu-se prefeito da cidade e reeleito  em 1973, 1983 e 1992. Eleito como deputado estadual pela primeira vez em 1978 e em 1986 tornou-se deputado federal.. Em 2006 retornou a Assembléia Legislativa do Paraná, reeleito no pleito de 2010.
Também exerceu o cargo de Secretário de Estado, em 2003, na Secretaria dos Transportes do Paraná, na gestão do governo de Roberto Requião.
Em 2012, foi candidato a prefeito de Arapongas, mas acabou o pleito em 2° lugar e em 2014, tentou a reeleição de deputado estadual mais não obteve os votos suficientes para assumir o cargo. Em 2020, foi novamente candidato a prefeito do respectivo município, contudo, ficou em 2° lugar, com 9,21% dos votos válidos. 
É viúvo da ex-deputada Irondi Mantovani Pugliesi.